# Sicherheitsbataillon

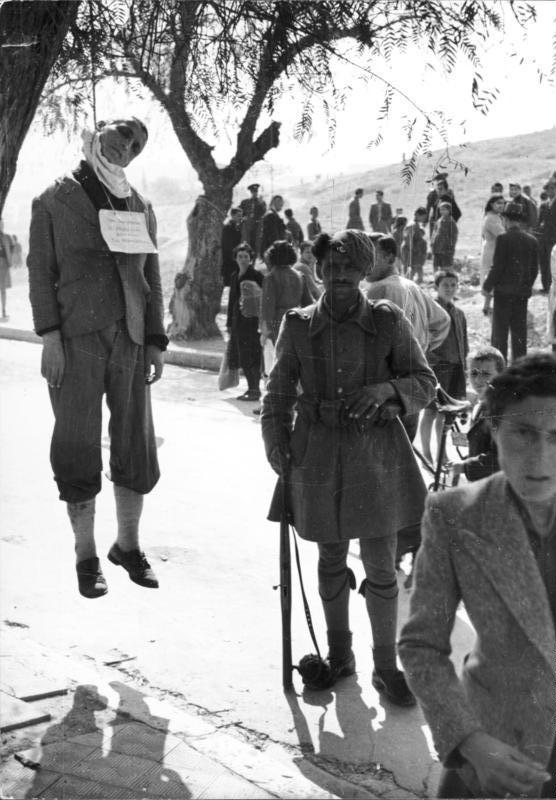
Mitglied der Sicherheitsbataillone neben Gehenktem, 1944

  Die Sicherheitsbataillone (griechisch Τάγματα Ασφαλείας, Tagmata Asfalias, abgekürzt Τ.Α. oder TA) waren von der griechischen Kollaborationsregierung unter Ministerpräsident Ioannis Rallis aufgestellte bewaffnete antikommunistische Verbände in Griechenland, die ab 1943 mit den Nazi-Besatzern kollaborierten und im Bürgerkrieg bis 1949 operierten.
Die Sicherheitsbataillone wurden am 7. April 1943 durch Ioannis Rallis gegründet und bestanden vorwiegend aus eingezogenen griechischen Bürgern sowie aus Offizieren der aufgelösten griechischen Streitkräfte, die letzten Endes der deutschen Besatzungsmacht mit dem Wehrbereichsoberkommandierenden Süd-Ägäis oder Saloniki-Nord-Ägäis unterstanden. Aufgabe der Sicherheitsbataillone war die Partisanenbekämpfung im Zusammenwirken mit den deutschen Besatzungstruppen. Die Sicherheitsbataillone erreichten eine Stärke von ca. 22.000 Mann, die sich aus 9 Evzonen- und 22 „Freiwilligen-Bataillonen“ zusammensetzten. Das militärische Oberkommando über die Sicherheitsbataillone oblag dem SS-Gruppenführer Walter Schimana.
Während der Besatzungszeit Griechenlands im Zweiten Weltkrieg wurden die Sicherheitsbataillone vor allem gegen die kommunistisch-kontrollierte Widerstandsorganisation Nationale Befreiungsfront (EAM) eingesetzt. Die Sicherheitsbataillone waren antikommunistisch und royalistisch orientiert. Mit dem Wegfall der italienischen Besatzungsmacht im September 1943 kollaborierten sie mit den verbliebenen deutschen Besatzungstruppen. Ihr Haupteinsatzgebiet war das östliche Zentralgriechenland und die Peloponnes. Eine Ausweitung des Einsatzgebietes auf das gesamte Griechenland war geplant, kam aber in der Zeit der Besatzung bis Mitte/Ende Oktober 1944 nicht mehr zustande. Während des deutschen Rückzuges im Oktober 1944 hatten die Sicherheitsbataillone den Auftrag, durch Angriffe auf griechische Widerstandskämpfer (vor allem die ELAS, den militärischen Arm der EAM) den deutschen Rückzug zu decken.
Nach der Wiedereinsetzung der griechischen Regierung am 18. Oktober 1944 sollten die Sicherheitsbataillone im weiteren Verlauf entwaffnet und aufgelöst werden. Aufgrund der eskalierenden Unruhen zwischen der ELAS und EAM einerseits und der griechischen Regierung, den britischen Truppen und der griechischen Rechten andererseits, erfolgte deren Auflösung nur unvollständig. Vielmehr wurden die Sicherheitsbataillone bzw. deren Mitglieder trotz der Kollaboration mit den Besatzungsmächten Griechenlands in Teilen in die reguläre griechische Polizei und später auch Armee übernommen. In dieser Funktion kämpften sie im griechischen Bürgerkrieg von Ende März 1946 bis Ende September 1949 gegen die kommunistisch-kontrollierten Aufständischen der Demokratischen Armee Griechenlands (DSE).
Obwohl die griechische Exilregierung jede Mitgliedschaft in den Sicherheitsbataillonen als strafbares Verbrechen deklarierte, urteilten griechische Gerichte in den Prozessen gegen Kollaborateure wie dem ehemaligen Ministerpräsidenten Georgios Tsolakoglou und weitere Minister der Kollaborationsregierung, dass die Aufstellung und Mitgliedschaft in den Sicherheitsbataillonen für sich keine Straftat sei.